# Hydroxycarbonzuur

Structuurformule van L-melkzuur.

Een hydroxycarbonzuur is een organisch zuur dat in zijn structuur naast de carboxygroep ook een hydroxylgroep draagt.
Hydroxycarbonzuren worden gebruikt om bepaalde polyesters te maken. Het voordeel van gebruik van een hydroxycarbonzuur boven het gebruik van dicarbonzuren en diolen is dat er geen problemen met de verhouding van de hoeveelheden van de reactanten zijn.
Door de dubbele functionaliteit, een carbonzuurfunctie en een alcohol, kan een hydroxyzuur een ester met zichzelf, of een interne ester, vormen. Daarbij ontstaat een lacton. Bekende lactonen zijn vitamine C, glycolzuur en amandelzuur.
Afhankelijk van de positie van de hydroxygroep ten opzichte van de carbonzuurgroep wordt gesproken van een α-, β- of ω-hydroxycarbonzuur. De hydroxygroep bevindt zich direct naast de carbonzuurgroep (α-), op het tweede koolstofatoom naast de carbonzuurgroep, of aan het laatste koolstofatoom van het carbonzuur. Eventueel kunnen tussenliggende posities met andere overeenkomstige Griekse letters aangegeven worden. De IUPAC gebruikt cijferaanduidingen voor de verschillende posities, waarbij het koolstofatoom van de zuurgroep nummer 1 krijgt, het koolstofatoom daar direct naast wordt dan nummer twee. Het hiernaast afgebeelde melkzuur kan ook benoemd worden als α-hydroxypropaanzuur of als 2-hydroxypropaanzuur.
- α-hydroxycarbonzuren zijn in vergelijking met carbonzuren met hetzelfde aantal koolstofatomen meestal sterkere zuren, doordat het anion door interne waterstofbrugvorming gestabiliseerd wordt.
- β-hydroxycarbonzuren zijn in de biochemie belangrijk als tussenstap in het metabolisme van vetzuren. Synthetisch-chemisch zijn de stoffen van belang als β-ketozuur-synthon. Lactonen worden door deze groep zuren niet snel gevormd door de gespannen ring van vier atomen die dan moet ontstaan.
- γ-, δ- en ε-hydroxycarbonzuren vormen relatief makkelijk lactonen: de ringen zijn vrijwel spanningsvrij en de kans dat een zuurgroep zijn eigen "staart" tegenkomt is door de korte ketenlengte relatief groot.